# Kwantitatieve analyse (chromatografie)
De kwantitatieve chromatografische analyse concentreert zich op de vraag: Hoeveel van deze component is aanwezig? Het is een kwantitatieve bepaling van de analyseresultaten. Afhankelijk van de gebruikte chromatografische techniek zijn hier verschillende methoden voor ontwikkeld. Bij al deze methoden zit aan het eind van de chromatografische kolom een detector. De grootte van het detectorsignaal is een maat voor de hoeveelheid stof die op een bepaald moment passeert: hoog signaal: veel stof; laag signaal: weinig stof. Algemeen geldt dat de gemeten signalen nog verwerkt moeten worden voor de samenstelling van een monster bekend is:
{\displaystyle \mathrm {Meting} \rightarrow \mathrm {Signaalverwerking} \rightarrow \mathrm {Resultaatbewerking} \rightarrow \mathrm {Resultaat} }

## Resultaatbewerking
Een van de basisproblemen in de chromatografie, zeker in de gas- en vloeistof-chromatografie, is de exacte hoeveelheid van het monster dat op de kolom gebracht wordt. Dit betekent dat het niet direct mogelijk is van een monster concentraties uit te rekenen, immers:
{\displaystyle \mathrm {concentratie} ={\dfrac {\mathrm {Hoeveelheid_{stof}} }{\mathrm {Hoeveelheid_{monster}} }}*\mathrm {100\%} }
Het fundamentele probleem rond de monstergrootte kan op een aantal manieren opgelost worden.

### De 100% methode
Een manier om het probleem van de niet goed bekende monstergrootte op te lossen is niet naar de absolute grootte van de chromatografische signalen te kijken, maar naar de relatieve grootte. De som van alle signalen is altijd 100%, de hoeveelheid van een bepaalde stof is dan gelijk aan het percentage van de stofpiek ten opzichte van het totaal van het signaal.
Deze methode werkt alleen correct onder de volgende voorwaarden:
1. De detector reageert op alle stoffen even gevoelig.
2. De detector is voor alle stoffen absoluut lineair in zijn respons (Een duizend keer zo grote hoeveelheid stof geeft een duizend keer zo groot signaal).
3. Alle componenten van het monster zijn bekend

Zeker aan de twee eerste voorwaarden wordt in eerste benadering ongeveer voldaan, maar voor nauwkeurige bepalingen is (nauwkeurigheidsgrenzen kleiner dan 5%) gaan ze niet op. De genoemde problemen hebben geleid tot het ontwikkelen van de verbeterde 100%-methode.

### Verbeterde 100% methode
Om een deel van de problemen van de 100% methode te ondervangen is de verbeterde 100%-methode ontwikkeld.

De procedure is als volgt:
1. Eerst wordt een chromatogram van het monster opgenomen.
2. Op basis van de 100%-methode worden de gehaltes van de verschillende componenten bepaald.
3. Er wordt een kalibratie-oplossing gemaakt die de berekende hoeveelheden van de verschillende stoffen bevat.
4. Op basis van het chromatogram van de kalibratieoplossing, daarin zijn samenstelling en de daarbij horende signaalgrootte bekend, kan nu berekend worden hoe de detector op de verschillende stoffen in het oorspronkelijke monster reageert.
5. Met de gegevens uit de vorige stap en het oorspronkelijke chromatogram van het monster is de samenstelling van daarvan te berekenen.

Het chromatogram van het berekende monster komt niet overeen met het chromatogram van het originele monster, maar:
- De voorwaarde dat de detector op alle componenten even gevoelig reageert is nog steeds niet waar, maar ook niet meer belangrijk, de gevoeligheid wordt per component vastgesteld.
- Ook de absolute lineaire respons wordt door deze procedure niet gerealiseerd, maar het concentratieverschil in het monster en de kalibratie-oplossing is klein, waardoor het lineair zijn van de respons een reële aanname is.
- De eis dat alle componenten bekend moeten zijn blijft waar: Er wordt een conclusie getrokken met betrekking tot de relatieve  samenstelling. Als het totaal niet bekend is gaat het nog steeds fout.

De verbeterde 100%-methode is goed toepasbaar in een stabiele, goed bekende analytische omgeving. Dan zijn alle componenten in een mengsel bekend, en is de analyse vooral gericht op de onderlinge verhouding. De methode blijft, evenals de gewone 100%-methode, problemen houden met monsters waarin niet alle componenten bekend zijn. De gehalte-bepaling van één component wordt dan vrijwel onmogelijk.

### Interne standaard
Een laatste verbetering in de kwantitatieve chromatografische analyse wordt gevormd door de interne-standaardmethode. Het basisprobleem, het monstervolume is niet nauwkeurig genoeg bekend, wordt opgelost door een bekende hoeveelheid van een niet storende component - de interne standaard - aan het monster toe te voegen. Ook aan de kalibratie-oplossing wordt dezelfde hoeveelheid interne standaard toegevoegd.
Is het signaal voor de interne standaard twee maal zo groot in het monster als in de kalibratie-oplossing, dan is blijkbaar twee maal zoveel monster-oplossing gebruikt. Om de juiste concentraties uit te rekenen moeten de signalen van het monster dus door 2 gedeeld worden.
De voordelen bij deze methode zijn:
1. Niet alle componenten hoeven bekend te zijn.
2. De nauwkeurigheid van de methode kan vergroot worden door meerdere kalibratie-oplossingen te maken.
3. De gevoeligheid van de detector per component speelt geen rol meer.
4. De methode leent zich goed om de "kleinere componenten" (stoffen die in kleinere hoeveelheden voorkomen) te meten.

#### Voorbeeld
De hoeveelheid butylacetaat (verder afgekort tot BuAc) in een mengsel kan bepaald worden door gebruik te maken van een interne standaard. Deze interne standaard is de stof octaan. Om de betrouwbaarheid van de meting te vergroten wordt een kalibratiereeks gemaakt met een oplopende hoeveelheid butylacetaat, maar steeds hetzelfde gehalte octaan. De eerste oplossing bevat geen BuAc, wel octaan De tweede oplossing bevat 1% butylacetaat en dezelfde hoeveelheid octaan als de eerste oplossing. De volgende oplossing bevat 2% butylacetaat, en zo verder. In onderstaande tabel zijn de gegevens van de verschillende chromatogrammen bij elkaar gebracht. De chromatogrammen bevatten meer gegevens dan voor de berekening nodig zijn. De niet noodzakelijke gegevens zijn niet in de tabel opgenomen.
| Nummer Chrom. | % BuAc | signaal BuAc (=A) | signaal C8H18 (=B) | A / B | Grafiek |
| ------------- | ------ | ----------------- | ------------------ | ----- | ------- |
| 1             | 0      | 0                 | 764                | 0,00  |         |
| 2             | 1      | 803               | 791                | 1,01  |         |
| 3             | 2      | 2051              | 1002               | 2,04  |         |
| 4             | 3      | 3647              | 1216               | 3,00  |         |
| 5             | 4      | 4795              | 1237               | 3,88  |         |
| 6             | 5      | 4952              | 1033               | 4,97  |         |
| monster       | ?      | 3231              | 1149               | 2,81  |         |

In de grafiek zijn zowel de direct gemeten signalen opgenomen (relatieve schaal, geelbruine markering)) als de waarden die ontstaan als het oppervlak voor BuAc gedeeld wordt door het oppervlak voor octaan (C8, blauwe markering en lijn). De direct gemeten signalen laten een grote afwijking zien van een rechte lijn, de voor het C8 gecorrigeerde signaal is vrijwel recht.
Lineaire regressie geeft vervolgens voor de helling van deze lijn 0,95736 met een intercept van 0,062
De concentratie BuAc in het monster laat zich nu via isolatie van de onbekende berekenen:
{\displaystyle y\ =\ a*x\ +\ b}
Omwerken levert:
{\displaystyle y\ -\ b\ =\ a*x}
en
{\displaystyle {\frac {(\ y\ -\ b\ )}{a}}\ =\ x}
invullen levert nu:
{\displaystyle {\frac {(\ 2,81\ -\ 0,062\ )}{0,95736}}\ =\ x\ =\ 2,87}
De conclusie uit deze serie experimenten is dat de concentratie BuAc in het monster 2,87% bedraagt.